# Welton (Lincolnshire)
Welton (of Welton by Lincoln) is een civil parish in het bestuurlijke gebied West Lindsey, in het Engelse graafschap Lincolnshire met 4327 inwoners.